# Верхнеманчарово
Верхнеманчарово (баш. Үрге Маншыр) — село в Илишевском районе Башкортостана, входит в состав Игметовского сельсовета.

## История
Село основано башкирами Ельдякской волости Казанской дороги на собственных вотчинных землях. Известно с 1751 года под названием Манчар. С возникновением во второй половине XVIII века деревни Нижнеманчарово получило нынешнее название.
До 2008 года была административным центром упразднённого Верхнеманчаровского сельсовета.

## Географическое положение
Расстояние до:
- районного центра (Верхнеяркеево): 21 км,
- ближайшей ж/д станции (Буздяк): 102 км.

## Население
| 2002 | 2009 | 2010 |
| ---- | ---- | ---- |
| 575  | ↘556 | ↘524 |

Национальный состав
Согласно переписи 2002 года, преобладающая национальность — башкиры (96 %).

## Религия
В селе есть мечеть.

## Известные уроженцы
- Ахияров, Камиль Шаехмурзинович (род. 1930) — советский и российский учёный-педагог.
- Ахунов, Масабих Фатхулисламович (1928—2008) — график, Заслуженный художник РСФСР (1976).
- Марданшина, Ляйла Ханиповна (1929—2017) — оператор по добыче нефти и газа управления «Туймаза-нефть», Герой Социалистического труда, заслуженный нефтяник Башкирской АССР (1976). Почётный нефтяник СССР (1977), Почётный гражданин города Октябрьского (1983).
- Фахруллина, Резида Равиловна (род. 1 апреля 1962) — актриса театра «Нур», народная артистка РБ (2003), РТ (2006).
- Хафизов, Айрат Римович (род. 5 января 1957) — горный инженер. Доктор технических наук (1998), профессор (1999).